# ヴィリ・ドムグラーフ＝ファスベンダー

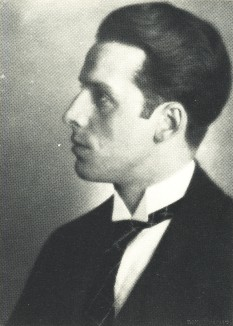
ヴィリ・ドムグラーフ＝ファスベンダー

ヴィリ・ドムグラーフ＝ファスベンダー（Willi Domgraf-Faßbaender、1897年12月10日 - 1978年2月13日）は、ドイツのバリトン歌手。アーヘン出身。
ベルリンでジャック・ストゥックゴルトとパウル・ブルンスに師事後、イタリアでジュゼッペ・ボルガッティの薫陶を受け、ヘドル・ナッシュの教えも受けた。1922年に生地の歌劇場でモーツァルトの『フィガロの結婚』でアルマヴィーヴァ伯爵役を歌ってデビューを飾り、翌年からベルリン・ドイツ歌劇場と契約。その後、1925年からデュッセルドルフの歌劇場、1927年からシュトゥットガルト国立歌劇場へと移籍し、1930年から1948年までベルリン国立歌劇場で歌った。
1934年にイギリスでグラインドボーン音楽祭が開かれるようになってからはしばしば招かれ、1937年にはザルツブルク音楽祭にも出演している。
1953年からウィーン、ミュンヘン、ニュルンベルク、ハノーファーなどドイツの主要都市で歌い、翌年からはニュルンベルク音楽院で教鞭をとった。娘のブリギッテ・ファスベンダーも彼に教わっている。
ニュルンベルクで死去。享年80。